# فضيحة سجن جلداني

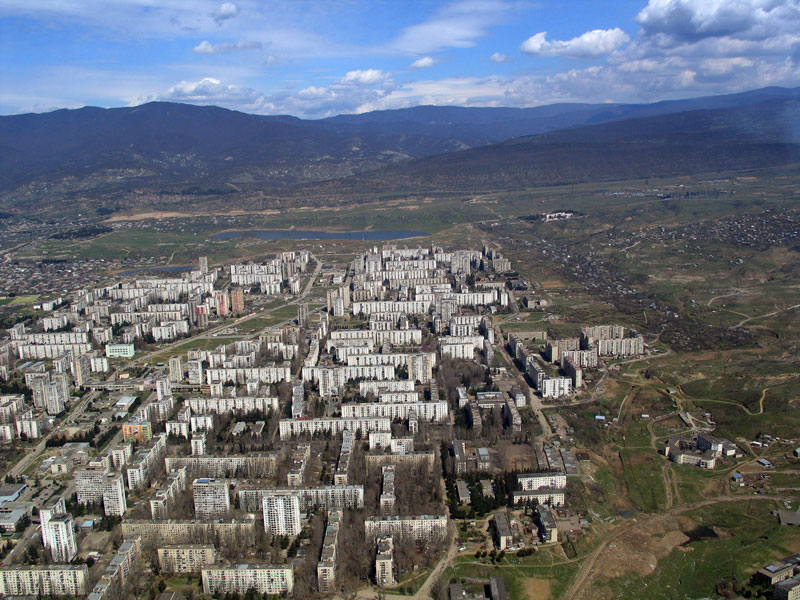

في يوم 18 سبتمبر عام 2012، أذاعت القنوات الجورجية الوطنية عددًا من مقاطع الفيديو التي توضح عمليات تعذيب واغتصاب تمت في سجن جلداني الموجود في تبليسي عاصمة جورجيا. وسرعان ما انتشرت هذه المقاطع، وأثارت ضجة هائلة. الأمر الذي دفع آلاف المتظاهرين للنزول تلقائيًا في مسيرات بشوارع تبليسي، وباتومي، وبوتي، وكوتايسي وجوري. صُدِم المواطنون بالعنف والإرهاب الذي شاهدوه على شاشات التليفزيون، فطالبوا بالعدالة ومواصلة الاحتجاجات. وفي وقت لاحق من تلك الليلة، أقالت الوزيرة خاتونا كالماخيليدز رئيس إدارة السجون، دافيد شاخوا. the Chairman of the Penitentiary Department. وبعد عدة أيام، استقالت الوزيرة نفسها من منصبها.

## الأحداث السابقة للواقعة وانتشار مقاطع الفيديو
أشارت التقارير إلى شكوك العديد من الناس في معاملة غير إنسانية يتعرض لها المسجونون الذين كانوا قيد التحفظ في الوقت الذي تم فيه فتح التحقيق.
وقبل نشر هذه المقاطع بساعات، أعلن وزير الداخلية الجورجي بعد ظهر يوم الثلاثاء أنه قد أُلقي القبض على ثلاثة مسؤولين في سجن جلداني بتهمة المعاملة غير الإنسانية للمسجونين. ونشرت الوزارة، كذلك، مشاهد مصورة توضح ضرب أحد المساجين في زنزانة على يد اثنين من حراس السجن. وادعت وزاة الداخلية أن مسؤولي السجن المقبوض عليهم أساءوا معاملة المسجونين، وسجلوا ذلك للحصول على المال في مقابله في إطار اتفاق عقدوه مع تاماز تامازشفيلي، وهو مسجون كان يقضي مدة عقوبته في نفس السجن. وكان تاماز مدعومًا من الحزب السياسي «الحلم الجورجي» الذي قدم له منصبًا مهمًا في الحكومة التي تشكلت حديثًا، وادعى أنه كان مسجونًا سياسيًا.
تسربت مقاطع الفيديو، التي تثبت أعمال التعذيب في السجن، إلى القنوات التليفزيونية على يد مسؤول سابق في السجن يُدعَى فالدمير بيدوكادزي. وهذا المسؤول مطلوب الآن للعدالة. وفي اللقاء الذي أجري مع بيدوكادزي في القناة التاسعة على التليفزيون، ادعى أن تعذيب المساجين تم بأمر من وزير الداخلية، باتشو أخالايا، وأن وزيرة التصحيح والمساعدة القانونية، خاتونا كالماخيليدز، كانت على علم بأحداث التعذيب التي تجري في العديد من السجون الجورجية. وفي وقت لاحق من ذلك اليوم، قدمت الوزيرة استقالتها.

## مقاطع الفيديو
عرضت مقاطع الفيديو اغتصاب المساجين باستخدام مقابض المقشات وهراوات الشرطة.
- عرض المقطع الأول اعتداء عشرة من حرس السجن بدنيًا ولفظيًا على المساجين بالتعاقب.
- عرض المقطع الثاني إجبار رجل على خلع ملابسه الداخلية والوقوف عاريًا وفعل ما كان يؤمر به. وبعد ذلك، تعرض لأسوأ صور الإهانة وبُصِق عليه. وفي تلك الأثناء، أخذ يصف أحد المعتدين المسجون بأنه أحد أعضاء الجريمة المنظمة. شوهِد الرجل، في وقت لاحق من الفيديو، وهو يكتب شيئًا ما يمليه عليه شخص آخر.
- عرض مقطع الفيديو الثالث مسجونًا أرمنيًّا يُجَّر مقيدًا إلى قضبان السجن وهو يوجه السباب إلى ضباط السجن.[4] وفي المقطع ذاته، يتوسل رجل مُقنَّع لمعذبيه كي لا يسجلوا ما يحدث معه. فأخذوا يهزأون به، ويهينونه، وربما اغتصبوه. يظهر كذلك في مقطع الفيديو الثالث ظهر رجل أخذ يسأله الحراس أكثر من مرة إذا كان عضوًا في الجريمة المنظمة وهو يجيب في كل مرة: «نعم، أنا عضو في الجريمة المنظمة!».
- عرض مقطع الفيديو الرابع مركزًا لاحتجاز الشباب يتعرض فيه المُحتَجزون للاعتداء البدني، ويُجبَرون على الاعتداء على أعضاء الجريمة المنظمة، وإلا سيتعرضون للاغتصاب.

## ردود الأفعال

### رد فعل الحكومة
في وقت مبكر من اليوم التالي، أصدر الرئيس ميخائيل ساكاشفيلي بيانًا خاصًا أدان فيه هذه الأعمال، وقال إن من نفذوا عمليات التعذيب «يستحقون أقصى درجات العقاب، وسوف يقضون سنوات طوال في السجن».
وطالب ساكاشفيلي بإجراء عمليات فحص دقيقة لنظام السجون، ووجّه الأوامر إلى رئيس الوزراء، فانو مرابيشفيلي الدخول فورًا إلى جميع السجون بدوريات الشرطة. وقال: «لا بد ألا يكون هناك أي تهاون في حقوق الإنسان، لأننا نبني دولة إنسانية متحضرة، وليس دولة نظام قائمة على العنف».

### رد فعل الشعب
تشكلت فورًا تجمعات حول قاعة «فيلهارمونك هال» حيث كان الرئيس متوجهًا، وفق ما أشارت إليه الشائعات. وكان ذلك في وسط مدينة تبليسي في وقت لاحق من يوم 18 سبتمبر بعد الإذاعة الأولى لمقاطع الفيديو.
وفي اليوم التالي، تجمع المتظاهرون مجددًا خارج القاعة، وبعد فترة من الوقت ساروا في ريق روستافيلي متجهين إلى مقر الحكومة.

### مظاهرات الطلاب في جورجيا (2012)
جاءت ردود فعل الطلاب الجورجيين على هذه الأخبار عنيفة. وجذبت المظاهرات عددًا غير مسبوق من الطلاب الذين تظاهروا اعتراضًا على نظام السجون والمعاملة غير الإنسانية للمسجونين. أشار الطلاب كذلك إلى فشل النظام الديمقراطي الجورجي، وطالبوا بتغيير النظام برمته. وأعلن الطلاب أن هذه الفضيحة ليست حالة خاصة، وشددوا على أن النظام هو المسؤول عنها، وأنه بحاجة إلى تغييره. كان من أسباب تلك المظاهرات أيضًا عدم وجود مصادر إعلام حرة وحيادية، وغياب حرية التعبير.

## وصلات خارجية
- Georgian prisoners rape in Tbilisi 2012
- Georgian prisoners' rape
- Torture of juveniles